# Сен-Жозеф-де-Ривьер
Сен-Жозеф-де-Ривьёр (фр. Saint-Joseph-de-Rivière) — коммуна во Франции, находится в регионе Рона — Альпы. Департамент коммуны — Изер. Входит в состав кантона Шартрёз-Гье. Округ коммуны — Гренобль.
Код INSEE коммуны — 38405. Население коммуны на 1999 год составляло 961 человек. Населённый пункт находится на высоте от 387 до 1880 метров над уровнем моря. Муниципалитет расположен на расстоянии около 470 км юго-восточнее Парижа, 80 км юго-восточнее Лиона, 22 км севернее Гренобля. Мэр коммуны — M. Claude Degasperi, мандат действует на протяжении 2001—2008 гг.
Динамика населения (INSEE):